# Marie Forså
Inga Marie Forså, född 13 december 1956 i Farsta, är en svensk skådespelare, mest känd för sina roller i pornografiska 1970-talsfilmer.

## Filmografi
- 1972 – 47:an Löken blåser på
- 1973 – Den pornografiska jungfrun
- 1974 – Vild på sex
- 1974 – Flossie
- 1974 – Butterflies
- 1975 – Justine och Juliette
- 1976 – Bel Ami
- 1976 – Den k... släkten (berättarröst)
- 1977 – Molly - familjeflickan
- 1978 – Chez Nous
- 1979 – Jag är med barn